# Спідвей (Індіана)
Спідвей (англ. Speedway) — місто (англ. town) в США, в окрузі Меріон штату Індіана. Населення — 13 952 особи (2020).

## Географія
Спідвей розташований за координатами 39°47′37″ пн. ш. 86°14′51″ зх. д. / 39.79361° пн. ш. 86.24750° зх. д. (39.793698, -86.247542).  За даними Бюро перепису населення США в 2010 році місто мало площу 12,34 км², з яких 12,32 км² — суходіл та 0,02 км² — водойми.

### Клімат
| Клімат : Спідвей        | Клімат : Спідвей | Клімат : Спідвей | Клімат : Спідвей | Клімат : Спідвей | Клімат : Спідвей | Клімат : Спідвей | Клімат : Спідвей | Клімат : Спідвей | Клімат : Спідвей | Клімат : Спідвей | Клімат : Спідвей | Клімат : Спідвей | Клімат : Спідвей |
| Показник                | Січ.             | Лют.             | Бер.             | Квіт.            | Трав.            | Черв.            | Лип.             | Серп.            | Вер.             | Жовт.            | Лист.            | Груд.            | Рік              |
| Середній максимум, °C   | 1                | 4                | 9                | 17               | 22               | 27               | 29               | 28               | 25               | 18               | 10               | 4                | 16               |
| Середня температура, °C | −2               | 0                | 4                | 11               | 17               | 22               | 24               | 23               | 19               | 13               | 5                | 0                | 11               |
| Середній мінімум, °C    | −7               | −5               | 0                | 5                | 10               | 16               | 18               | 17               | 12               | 6                | 0                | −4               | 5                |
| Норма опадів, мм        | 72               | 63               | 96               | 94               | 103              | 102              | 102              | 84               | 78               | 68               | 82               | 73               | 1017             |
| ----------------------- | ---------------- | ---------------- | ---------------- | ---------------- | ---------------- | ---------------- | ---------------- | ---------------- | ---------------- | ---------------- | ---------------- | ---------------- | ---------------- |
| Джерело:                |                  |                  |                  |                  |                  |                  |                  |                  |                  |                  |                  |                  |                  |

## Демографія
Згідно з переписом 2010 року, у місті мешкало 11 812 осіб у 5550 домогосподарствах у складі 2931 родини. Густота населення становила 957 осіб/км².  Було 6709 помешкань (543/км²).
Расовий склад населення:
| - 74,2 % — білих - 16,7 % — чорних або афроамериканців - 2,0 % — азіатів - 0,3 % — корінних американців - 4,4 % — осіб інших рас |

До двох чи більше рас належало 2,3 %. Частка іспаномовних становила 7,6 % від усіх жителів.
За віковим діапазоном населення розподілялося таким чином: 21,7 % — особи молодші 18 років, 63,5 % — особи у віці 18—64 років, 14,8 % — особи у віці 65 років та старші. Медіана віку мешканця становила 37,8 року. На 100 осіб жіночої статі у місті припадало 93,6 чоловіків;  на 100 жінок у віці від 18 років та старших — 89,9 чоловіків також старших 18 років.
Середній дохід на одне домашнє господарство  становив 48 501 долар США (медіана — 37 861), а середній дохід на одну сім'ю — 59 808 доларів (медіана — 48 391). Медіана доходів становила 41 440 доларів для чоловіків та 34 478 доларів для жінок. За межею бідності перебувало 19,9 % осіб, у тому числі 29,1 % дітей у віці до 18 років та 17,1 % осіб у віці 65 років та старших.
Цивільне працевлаштоване населення становило 5677 осіб. Основні галузі зайнятості: освіта, охорона здоров'я та соціальна допомога — 24,5 %, виробництво — 13,2 %, науковці, спеціалісти, менеджери — 13,0 %.